# 李昌壽
李昌壽（1967年7月12日—），北韓男子柔道運動員。由於遭到北韓當局的政治迫害，他在1991年脫北到南韓，並與台灣女子柔道選手陳鈴真結婚。日後，李昌壽居於首爾（前稱漢城）並開了一家柔道館。

## 經歷
李昌壽出生於北韓，並在1986年代表該國參加世界青年柔道錦標賽中取得銅牌。翌年，他在西德舉行的世界錦標賽中名列第5。1988年，北韓政府杯葛在南韓首都漢城舉行的奧運會，李昌壽無緣當屆的賽事。
1989年，李昌壽在南斯拉夫舉行的世界錦標賽中贏得男子71公斤級以下的銅牌。返國後，他得到北韓政府的表揚，並得到高級轎車及優渥的生活作為獎賞。然而他在隔年舉行的亞運會中於決賽不敵南韓對手，因而被時任北韓最高領導人金日成下令將其投進煤礦場當苦工。
一年後，北韓當局為了讓李昌壽參加比賽而將他釋放，然而李昌壽在西班牙巴塞隆納舉行的世界錦標賽中於首輪賽事就被來自塞浦路斯的對手擊敗，使其深感害怕決定逃亡。在錦標賽結束後，他隨隊抵達柏林後便脫離隊伍，走到當地的韓國駐德國大使館尋求政治庇護並成功脫北。後來有媒體報導，北韓政府為報復李昌壽的逃離，將留在北韓的李氏家人送到煤礦場當苦工。
至於李昌壽赴南韓後，在首爾定居，開設了一家柔道館，並與台灣柔道選手陳鈴真結婚，育有三子，兩人的故事在2020年因與韓劇愛的迫降有所類同，因此被台灣和香港媒體稱為「真人版愛的迫降」、「台版愛的迫降」。兩人所生的三個兒子均接受過柔道訓練，亦擔任過選手。長子李虎進不再擔任選手後，另有開設YouTube頻道「包進TV」（빵진이TV），以及於2019韓國國際先生選美比賽獲得最佳社群獎，也代表韓國贏得世界美男大會冠軍。李昌壽曾向記者表示希望他們能一完自己未能贏得奧運會金牌的夢想。2014年在8月，李昌壽赴台灣國立臺灣體育運動大學任教，同時也在國家運動訓練中心擔任中華台北隊教練。

## 資料來源
1. 1 2 3 4 5  五輪＝脱北の柔道家が祖国にリベンジ、息子に金メダルの夢託す" 日本路透社 2012 03 02
2. ↑  .   [2020-02-18]. （原始内容存档于2014-08-21）.
3. ↑  朝鲜的“奥运强国梦” 领导人金正恩是位头号体育迷[永久]
4. 1 2  北朝鮮リ・チャンスの「炭鉱送り」を柔道的視点で考察する 的存檔，存档日期2012-03-27. 世界柔道 2007. フジテレビ (2007年8月16日).
5. ↑  . 經濟日報. 2020-02-25.
6. ↑  李家穎. . 中國時報. 2020-02-23  [2020-03-28]. （原始内容存档于2020-02-24）.
7. ↑  洪偵源. . ETtoday. 2015-06-23  [2020-03-28]. （原始内容存档于2020-03-27）.